# 伊斯拉埃爾·蓋爾范德
伊斯拉埃爾·莫伊謝耶維奇·蓋爾范德（俄語：Израиль Моисеевич Гельфанд；1913年9月2日—2009年10月5日），出生在烏克蘭的猶太裔科学家。他是20世纪最伟大的数学家之一，同时也是生物学家、教育家。他一生共发表了超过800篇论文，同时出版了30余部专著。他还是特别科学学校的首创者。通过他在莫斯科大学办的讨论班，几代学生从他这里得到知识，受到启发。更重要的是，他的学生们，例如塞迈雷迪·安德烈、亞歷山大·基里洛夫等，延续了他的方式。

## 生平

### 早期生涯
蓋爾范德出生于德涅斯特河岸边的一个会计家庭。他先后在意第绪语、俄语以及乌克兰语学校学习，很早就表现出对数学的特殊兴趣。1923年，全家搬到了文尼察州，在这里，他录取到了一所化学职业学校，和同学大衛·米爾曼成为了朋友。
他專長于泛函分析，是一位多產的數學家。他的主要工作有:
- 伊斯拉埃爾·蓋爾范德-奈馬克定理
- 孤立子理論（蓋爾范德-狄基方程）
- 巴拿赫代数理論的蓋爾范德表示
- 複典型李群的表示理論
- 無限維空間上的分布理論和测度
- 常微分方程的蓋爾范德-列維坦理論

等等。

## 外部連結
- Gelfand summary
- 伊斯拉埃爾·蓋爾范德在數學譜系計畫的資料。
- 約翰·J·奧康納; 埃德蒙·F·羅伯遜, ,  （英语）